# Seconde Fondation
Seconde Fondation (titre original : Second Foundation) est un roman de science-fiction rédigé par Isaac Asimov en 1953. Il est le troisième tome du cycle de Fondation et contient deux romans courts initialement publiés de façon séparée dans la revue Astounding Science-Fiction : La Quête du Mulet et La Quête de la Fondation. Bien qu’il constitue aujourd'hui le cinquième épisode chronologique de ce cycle, il est le troisième à avoir été écrit et peut donc être lu indépendamment de Prélude à Fondation et L'Aube de Fondation.

## Résumé
Ce livre du Cycle de Fondation est composé de deux romans courts, chacun formant une histoire à part entière.
Les noms des personnages et des planètes sont ceux indiqués dans l'ouvrage édité aux éditions Denoël dans la collection Présence du futur en 1966  (ISBN 2-207-30094-3) et ayant fait l'objet d'une nouvelle publication en septembre 1991, avec une traduction de Pierre Billon.

### La Quête du Mulet
Ce roman court (titre original : Search by the Mule) fut initialement publié en janvier 1948 sous le titre original Now You See It…
Le Mulet est désormais à la tête de l'Union des mondes, dont la capitale est la planète Kalgan. Depuis plusieurs années, il recherche activement la Seconde Fondation, qui de son côté tente de le contrer ou de le contrôler pour éviter des déviations irréversibles du plan Seldon. Selon celui-ci, la Première Fondation doit ignorer l'existence de la Seconde Fondation pour que celle-ci assujettisse à terme ses élites de Terminus et fonde une société vouée au mentalisme. 
Un jour, sur Kalgan, Le Mulet décide d’associer au général Han Pritcher, un acteur important de la traque de la Seconde Fondation, le non-converti Bail Channis, qu'il suspecte d'appartenir à la Seconde Fondation. Il convoque ce dernier pour lui confier sa mission, puis sature brusquement son esprit de désespoir. La brève résistance que Channis oppose alors, avant de se laisser faire, confirme secrètement au Mulet qu'il est bien un espion infiltré de la Seconde Fondation.
Channis présente à Pritcher la planète Tazenda comme base possible de la Seconde Fondation. Pour cela, il met en avant sa proximité phonétique avec le nom de code « Star’s End » utilisé par Hari Seldon, ainsi que l'effet d'optique qui la fait paraître, vue de Trantor, comme l’endroit où finissent les étoiles. Channis amène donc Pritcher, qui doute de ses capacités et de son intégrité mentale, sur la planète Rossem, qui est gouvernée par Tazenda. Pritcher, affolé à l’idée d’être contrôlé par la Seconde Fondation, capture Channis qu'il accuse d'être un traître. 
À l'instant où Channis parvient à le convaincre, de manière logique, de son innocence, le Mulet, qui s’est personnellement déplacé, reprend le contrôle et prouve que ce non-converti est un agent de la Seconde Fondation qui les a tout de même conduits au bon endroit. Le Mulet, qui a auparavant envoyé sa flotte détruire les cités de Tazenda, fait avouer à Channis, qui a neutralisé Pritcher, que le siège réel de la Seconde Fondation est Rossem. 
Arrive alors un autre dignitaire, le Premier Orateur, qui est apparemment dégoûté de la destruction de Tazenda mais qui se révèle maître de la situation. Si Channis était persuadé de la justesse de sa localisation de la Seconde Fondation, c'est parce qu’il avait été auparavant opéré pour en être convaincu — à tort — et pour résister à tout examen psychique du Mulet qui le maltraiterait. Le Premier Orateur détourne avantageusement la menace du Mulet de bombarder Rossem, puis il lui révèle qu’une attaque éclair sur Kalgan est imminente, et qu’il ne pourra arriver à temps. Profitant du court instant de désarroi provoqué chez celui-ci, il parvient à prendre le contrôle de son esprit. 
Le Mulet repart, désormais persuadé que la Seconde Fondation n’existe pas et cherchant dorénavant à régner en despote éclairé et pacifique. À sa mort, la Première Fondation a étendu son aire d’influence par le biais des territoires conquis par le Mulet.

### La Quête de la Fondation
Ce roman court (titre original : Search by the Foundation) fut initialement publié en deux parties en décembre 1949 et janvier 1950 sous le titre original ...And Now You Don't. Il fut nommé, mais non récompensé, pour le prix Hugo du meilleur roman court 1951, prix attribué rétrospectivement lors de la cérémonie des prix Hugo 2001.
Au sein de Terminus, un groupe d’individus se méfie des pouvoirs psychiques d'une potentielle Seconde Fondation. Il est dirigé par le docteur Toran Darell II (fils de Toran Darell et de Bayta Darell, héros de Fondation et Empire) accompagné de Pelleas Anthor, de Jole Turbor, du docteur Elvett Semic ainsi que de Homir Munn. Après un examen psychique leur permettant de savoir si l’un d'eux a été influencé par cette Fondation, ils décident de s’intéresser au Mulet, qui semblait avoir découvert de son vivant cette Seconde Fondation. Homir Munn est alors dépêché vers le Palais du Mulet, sur Kalgan, mais il est subrepticement accompagné d'Arcadia Darell, dite Arkady, fille du docteur Darell, qui a espionné leurs réunions.
Le climat politique de la planète fait qu’il est difficile d’obtenir les autorisations nécessaires pour explorer le Palais du Mulet qui est le siège d’une superstition tenace. La jeune fille se sert de Callia, la dame de compagnie du dirigeant Stettin, en lui prétendant que l’analyse de Homir Munn (qui se fait passer pour son oncle) vise à s’assurer de la suprématie de cette planète, Kalgan, et donc de son dirigeant, malgré le plan Seldon. 
L’étude est donc rendue possible, mais tourne mal, et le prétendu oncle se retrouve arrêté pour avoir collaboré à une conspiration inventée de toutes pièces. La jeune fille est cependant prévenue à temps par la dame de compagnie du dignitaire et cette dernière lui permet de s’échapper pour quitter la planète. Cependant, alors qu’elle la quitte, Arcadia a une illumination : cette femme est un membre de la Seconde Fondation, et elle doit donc éviter Terminus sur laquelle se trouvent son père et ses amis comploteurs.
Elle fuit donc jusqu'au spatioport et, prévoyant de rejoindre Trantor, sa planète natale, elle rencontre fortuitement un groupe de Trantoriens qui s’apprêtent à rentrer chez eux. Elle tente d’obtenir leur soutien et reçoit de l’aide, mais, la planète Kalgan entière étant à sa recherche, elle est épinglée par un officier qui contre toute attente, accepte un pot-de-vin de son protecteur, Preem Palver, marchand trantorien. Elle se doute alors du risque qu’elle court toujours.
En sécurité sur Trantor, Arcadia profite d'une mission de Preem Palver vers Terminus pour lui demander de transmettre un message secret à son vrai père : « Un cercle n'a pas de bout » – ce qui veut dire que la Seconde Fondation située par Hari Seldon « à l'autre bout de la galaxie » se trouve en fait sur Terminus même, ce qui lui permet d’avoir un contrôle étroit sur les affaires de la Première Fondation.
Capturé, puis relâché grâce à Jole Turbor, Preem Palver transmet le message au père d'Arcadia qui lui transmet en retour une réponse selon laquelle elle peut dorénavant rentrer sur Terminus, le risque étant éloigné – ce qu’elle fera.
Le groupe formé par le docteur Darell se réunit à nouveau, plusieurs mois après le début des évènements. Homir Munn prétend que la Seconde Fondation n’existe pas, mais une analyse psychique révèle que son cerveau a été manipulé. Pelleas Anthor prétend alors que Kalgan abrite la Seconde Fondation mais l'utilisation d'une arme inventée par Toran Darell et assemblée avec l'aide d'Elvett Semi lui inflige de terribles souffrances, révélant ainsi son état de mentaliste et donc son statut d'agent de la Seconde Fondation. Cette arme se base sur le même principe que l’écran protecteur conçu également par Toran Darell et censé brouiller les ondes cérébrales. Le docteur Darell affirme alors que la Seconde Fondation est située à Terminus. Il révèle ainsi des soupçons de longue date et, peu après, une cinquantaine de mentalistes sont capturés dont une partie se trouvait sur Terminus. Arcadia Darell n’est pas influencée, au grand soulagement de son père qui, bien que la Seconde Fondation soit vaincue, reste soupçonneux du fait de la relative facilité d’une telle arrestation par rapport à la puissance supposée de l'organisation.
Le Premier Orateur, discutant avec un autre membre de la Seconde Fondation, révèle que les craintes de Toran Darell sont fondées : le siège de la Seconde Fondation n'est ni sur Terminus ni sur Kalgan mais sur Trantor même, planète capitale du Premier Empire, où Hari Seldon s'est établi pour élaborer la psychohistoire, et qui représente l’opposé exact de Terminus d’un point de vue psychohistorique et social, en plus d’être, par un vieux proverbe, le fameux « Star’s End » (« Tous les chemins mènent à Trantor »). Qui plus est, Arcadia Darell a malgré tout été influencée, mais dès sa naissance, car ses parents vivaient alors sur Trantor, ce qui était donc indétectable. L’arrestation était une mascarade, et les victimes, des martyrs qui se sont sacrifiés pour le plan Seldon, permettant ainsi que la Première Fondation arrête de chercher la Seconde en la croyant vaincue. Les déviations du Plan initiées par le Mulet sont donc désormais totalement résorbées grâce au Premier Orateur dont le nom est finalement révélé : Preem Palver.